# Іщук Богдан Олександрович
Богда́н Олекса́ндрович Іщу́к — солдат Збройних сил України, учасник російсько-української війни, що загинув у ході російського вторгнення в Україну в 2022 році.

## Життєпис
Богдан Іщук народився 3 квітня 1993 року в Житомирі. З початком повномасштабного російського вторгнення в Україну мобілізований та перебував на передовій у складі 95-ї окремої десантно-штурмової бригади. Чин прощання із загиблим відбувся 22 березня 2022 року в Житомирі. Поховали Богдана Іщука на Смолянському кладовищі

## Нагороди
- орден «За мужність» III ступеня (2022, посмертно) — за особисту мужність і самовіддані дії, виявлені у захисті державного суверенітету та територіальної цілісності України, вірність військовій присязі.